# Ikara (missile)
Le missile Ikara était une arme anti-sous-marins (ASM) australienne, nommée d'après le terme aborigène correspondant au mot « lance ». Conçu dans les années 1960, il a été retiré du service au début des années 1990.

## Généralités
Ce missile emportait et lançait une torpille acoustique jusqu'à une distance de 10 nautiques (environ 19 km), permettant aux navires ainsi équipés de disposer d'un moyen de réaction rapide contre les sous-marins situés à des distances importantes. Sans ce système, ces navires auraient été contraints de devoir se rapprocher pour se défendre, ce qui les aurait finalement placés dans une situation périlleuse. De plus, en transportant la torpille directement sur les lieux d'engagement, le missile procurait un gain de temps considérable au navire lanceur, ce qui lui offrait des capacités de réaction rapide et prenait la cible par surprise.
Les sous-mariniers avaient surnommé péjorativement l'Ikara, en le décrivant ainsi : « Insufficient Knowledge And Random Action », ce que l'on peut traduire par « connaissances insuffisantes et actions aléatoires ».

## Conception et développement
Avec l'avènement de la propulsion nucléaire, les performances des sous-marins, en particulier leur vitesse, augmentèrent de manière fulgurante, ce qui fit grandir de manière similaire la menace qu'ils représentaient pour les navires de surface. En parallèle, les capacités de détection à longue portée des sonars étaient également en train de grandement s'améliorer, mais ils restaient cependant limités par les armes qu'ils permettaient de lancer, qui étaient pour le moment encore des modèles à portée réduite. Les Britanniques disposaient alors de l'évolution finale du mortier anti-sous-marins Limbo, une évolution du concept original du Hérisson de la Seconde Guerre mondiale, qui pouvait tirer dans toutes les directions, mais dont la portée maximale n'excédait pas 914 m (1 000 yards). Même les récentes torpilles légères modernes Mark 46 ne pouvaient pas attaquer à plus de 4 nautiques (environ 7,4 km). Avec leur vitesse de 28 nœuds (52 km/h), elles demandaient huit minutes et demi pour couvrir cette distance, ce qui les rendait incapables d'agir dans l'urgence contre des cibles à longue distance.

## Caractéristiques
Connu initialement sous le nom de code « Blue Duck », l'Ikara était essentiellement une « arme lancée par roquette », possédant de nombreux points communs avec le missile Malafon français. Cependant, à la différence de ce dernier, l'Ikara emportait sa torpille de manière semi-carénée, alors que le Malafon portait sa torpille à l'extrémité avant de son fuselage. La portée de l'Ikara, de 10 nautiques, était deux fois supérieure à celle de l'ASROC (qui emportait également une torpille Mark 44). Comme il était guidé précisément pendant son vol, l'Ikara était généralement considéré comme étant supérieur à l'ASROC, qui se contentait d'un système de guidage rudimentaire par plateforme inertielle. Lorsqu'un sous-marin constatait qu'il était repéré par un sonar et qu'il était sur le point d'être attaqué, il pouvait se lancer dans des manœuvres évasives. Si sa vitesse était de 25 nœuds au moment du lancement du missile, il pouvait avoir bougé de près de 700 m de sa position initiale pendant les 55 secondes maximum de vol de l'ASROC. Toutefois, à la période à laquelle fut conçu l'Ikara, dans les années 1960, la portée maximale de détection de la torpille Mark 44 n'était que de 457 m, ce qui limitait sérieusement ses chances de réussite. Lors du lancement, il était alors nécessaire d'établir une prédiction de l'emplacement supposé du sous-marin au moment du largage de la torpille. Cette portée de détection fut ensuite améliorée, ce qui augmentait les chances de réussite de l'ASROC, mais il restait toutefois évident qu'avec son système de radioguidage, l'Ikara détenait là un avantage indéniable dans ce domaine.
La vitesse maximale du missile était de 713 km/h lors de la phase d'accélération, qui durait 1,96 s, avec un facteur de charge pouvant atteindre 10,9 G. Cette phase était suivie d'une phase de croisière à 658 km/h, qui pouvait durer un maximum de 100 s. L'élévation maximale du lanceur était de 55°.
L'Ikara était propulsé par un moteur-fusée à carburant solide à deux étages Murawa, produit au Royaume-Uni par la firme Bristol Aerojet Ltd., et était téléguidé par commandes radio jusqu'à ce qu'il atteigne les environs de la zone où était situé le sous-marin, déterminée par le sonar du navire lanceur. Arrivé à cet endroit, le missile se débarrassait de sa dérive ventrale et du cache recouvrant l'arrière de la torpille et larguait ensuite sa torpille acoustique Mark 44 ou 46. La torpille effectuait sa descente tout en étant ralentie par un parachute, tandis-que le missile continuait son vol pour aller s'écraser plus loin, afin de ne pas perturber la torpille et son capteur acoustique dans ses recherches. Une fois entrée dans l'eau, la torpille entamait une course selon une trajectoire circulaire, lui permettant de trouver et d'accrocher un contact sous-marin.

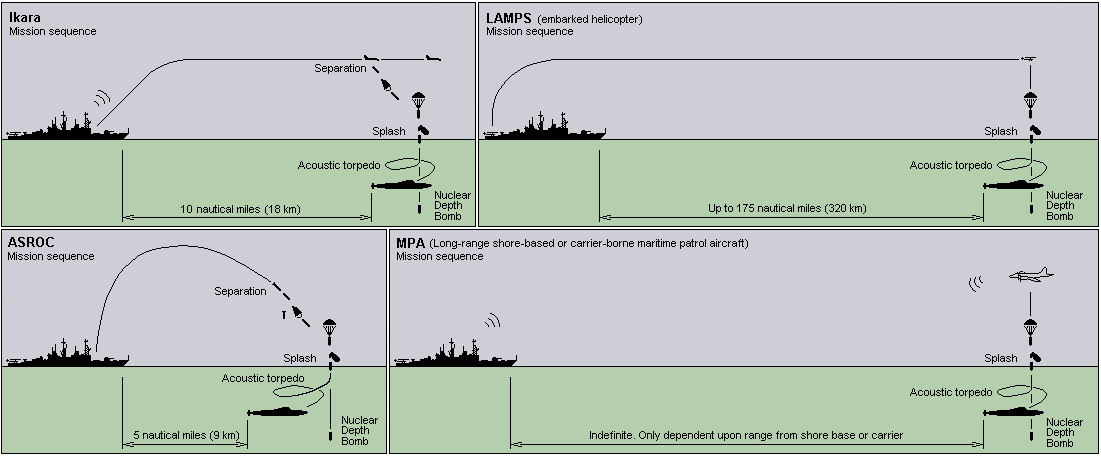
Schéma descriptif des quatre méthodes principales permettant d'acheminer une torpille ou une charge de profondeur nucléaire à longue distance. Seules les armes propulsées par roquette (ASROC et Ikara) permettent d'agir rapidement et dans toutes les conditions météo.

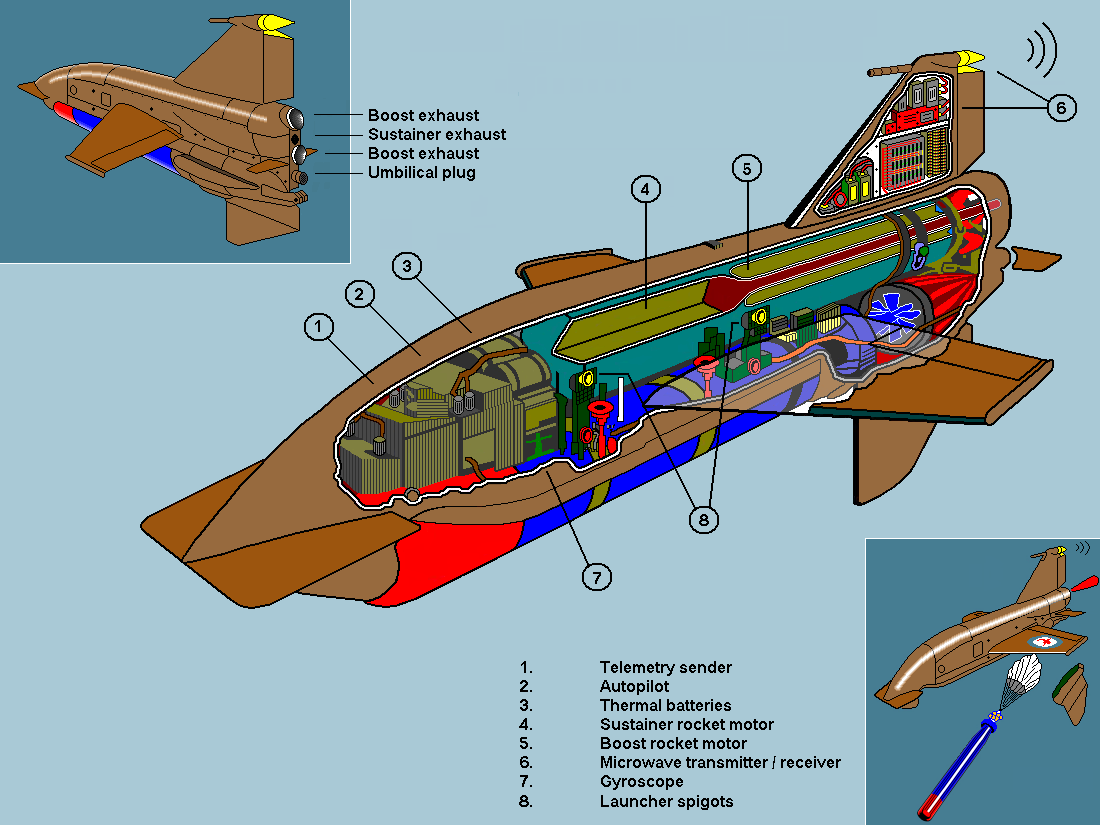
Vue en coupe du missile Ikara.

## Particularités de la version britannique

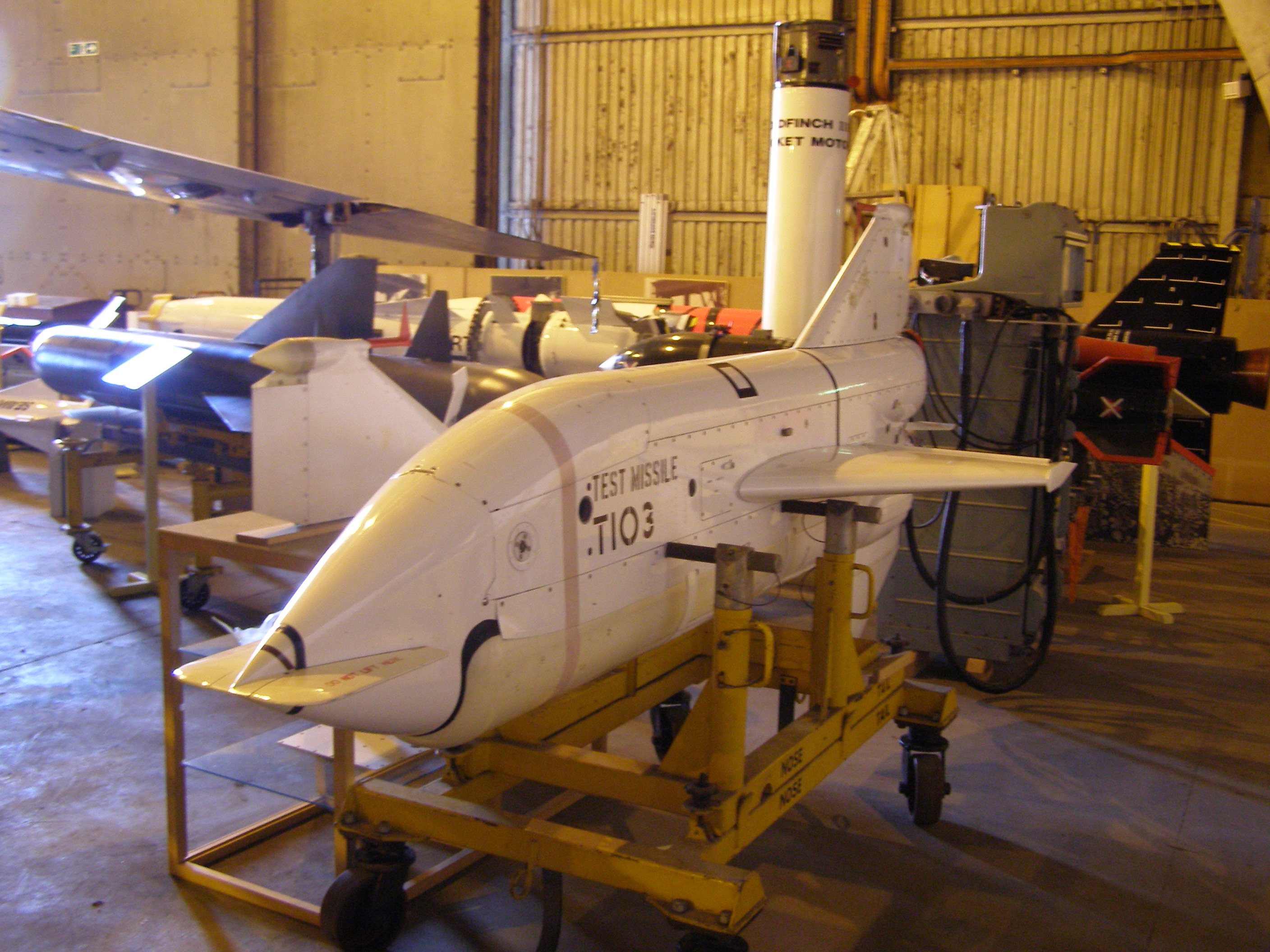
Missile de test exposé à la Bristol Aero Collection, à Kemble, Angleterre.

La version utilisée par les frégates de classe Leander, de la marine britannique, différait sensiblement de la version originale australienne, conçue pour être utilisée dans le Pacifique.
La Royal Navy nécessitait que des modifications soient opérées sur les fréquences utilisées par le système de guidage, afin de permettre à l'Ikara d'être employé au sein de la zone OTAN, où des conditions de guerre électronique différentes et des accords de fréquences internationaux devaient être pris en compte. D'autres modifications importantes durent être effectuées, car aucun des systèmes informatisés généralement employés par la marine australienne, que ce soit le Bunker Ramo Corporation 133 américain original ou la version semblable fabriquée par les Australiens AN/UYK-1 NTDS (Naval Tactical Data System), n'était compatible avec les ordinateurs du système de contrôle de combat installé sur les navires britanniques. Une autre différence provenait des torpilles, car la version fabriquée au Royaume-Uni de la Mark 44 n'était pas tout à fait identique à celle dont disposaient les Australiens sur leurs Ikaras.
Les Britanniques demandèrent également que la charge utile du missile puisse être changée à bord des navires, afin de pouvoir utiliser différentes combinaisons de charges, parmi lesquelles la charge de profondeur nucléaire. Ces besoins, ainsi que les modifications à effectuer à l'intérieur des différents navires, nécessitaient également d'apporter d'autres améliorations au missile, à ses espaces de stockage et aux installations de mise en œuvre. La pratique courante des Australiens consistait à assembler le missile et sa torpille dans le port, et d'amener ensuite l'ensemble complet sur le navire. Les réparations ou les opérations de maintenance n'étaient possibles qu'à terre, alors que sur les navires britanniques, une torpille défectueuse pouvait être démontée en mer et remplacée directement en cours de mission, ce qui assurait une bien meilleure flexibilité au système malgré des stocks embarqués très limités. Cette caractéristique était particulièrement adaptée à des navires effectuant des missions de longue durée, chose qui était plus fréquente pour les navires britanniques que pour leurs homologues australiens. L'espace du navire alloué aux manipulations des torpilles permettait également de démonter une torpille pour la remplacer par la charge nucléaire WE.177A (en), ce dont ne bénéficiaient pas les navires australiens, qui n'avaient pas exprimé ce besoin.

## Versions
- Ikara F1 : Cette version utilisait un calculateur analogique, un lanceur unique et n'était pas pourvue de liaison de données.
- Ikara F2 : Cette version utilisait un calculateur numérique, un affichage numérique, un lanceur double et disposait d'une liaison de données.
- Ikara F3 : Identique à la version F2, mais employait un lanceur unique.

## Concept dérivé
Le drone-cible Turana était un développement de l'Ikara, conçu et construit en Australie. Lancé depuis les postes de tir de l'Ikara, il était destiné à l'entrainement au tir anti-aérien naval.

## Utilisateurs
- Australie : L'Ikara avait été installé sur tous les destroyers d'escorte de classe River et destroyers lance-missiles de classe Perth de la Royal Australian Navy. Le F1 avait été installé sur les HMAS Stuart et HMAS Derwent (classe River), le F2 sur les trois destroyers de classe Perth, et le F3 sur les quatre derniers navires de la classe River. Les Stuart et Derwent furent par la suite équipés d'une évolution F3/O à l'occasion des évolutions de mi-carrière opérées dans les années 1980.
- Brésil : Marinha do Brasil.
- Chili : Armada de Chile.
- Nouvelle-Zélande : Royal New Zealand Navy.
- Royaume-Uni : La Royal Navy acheta l'Ikara pour l'installer sur les nouveaux porte-avions CVA-01 (en), programmés (puis annulés) dans les années 1960, et leurs escorteurs Type 82, dont seul le HMS Bristol (D23) fut construit. Avec l'abandon des autres navires, les Britanniques se retrouvèrent donc avec plein de missiles Ikara en stock, et ils optèrent pour la solution d'en équiper huit frégates existantes de la classe Leander, alors en quête de modernité[2] : HMS Ajax (F114), HMS Arethusa (F38), HMS Aurora (F10), HMS Dido (F104), HMS Euryalus (F15), HMS Galatea (F18), HMS Leander (F109) et HMS Naiad (F39).